# Radijojo
Radijojo – in Presseberichten fälschlicherweise „Radio JoJo“ geschrieben – ist ein deutscher Hörfunksender für Kinder. Radijojo wurde im August 2003 als gemeinnützige GmbH in Berlin gegründet. Der Grundgedanke ist es, ein nicht kommerzielles – somit werbefreies – „pädagogisch wertvolles“ Radio für Kinder von 3 bis 13 Jahren zu gestalten.
Schirmherr von Radijojo ist der Musiker Daniel Barenboim. Gesellschafter sind Chefredakteur und Initiator Thomas Röhlinger, der Oberbürgermeister der Stadt Jena Peter Röhlinger, die Firma fischerAppelt, tv media, sowie Marc Lemcke.
Radijojo erreichte im Jahr 2012 den ersten Platz der Goldenen Göre, den mit insgesamt 10.000 € höchstdotierten Preis für Kinder- und Jugendbeteiligung des Deutschen Kinderhilfswerkes.
Zu empfangen ist Radijojo in Berlin und Brandenburg über DAB-Digitalradio und DVB-T (Kanal 59).
In Berlin gibt es seit August 2005 mit Radio Teddy auch einen kommerziell ausgerichteten Radiosender für Kinder.

## Verbreitung
Gehört werden kann Radijojo
- via UKW in Sendefenstern über 25 nicht-kommerzieller Radiosender in Deutschland und Österreich
- via UKW in China (Yunnan) auf YNBS (fm99)
- via UKW in der Türkei, Istanbul auf Acik Radyo (94,9)
- über Internetstreams rund um die Uhr